# Új-zélandi dollár
Az új-zélandi dollár Új-Zéland hivatalos pénzneme. Szokták kivi dollárnak is nevezni, utalva ezzel a nemzeti jelképként számontartott madarakra.

## Története
Új-Zéland 1840-ben került brit fennhatóság alá. 1907-ben belső önkormányzatot kapott, teljes függetlenségét Nagy-Britanniától 1947-ben nyerte el, az ország államfője azonban a mai napig a brit uralkodó maradt. Jelenleg II. Erzsébet portréja szerepel valamennyi érmén és a 20 dolláros bankjegyen fő motívumként. Az új-zélandi jegybank, a Reserve Bank of New Zealand (RBNZ) 1934-ben alakult. 1967. július 10-ig a brit birodalmi eredetű, brit font sterlinggel egyenértékű új-zélandi font volt az ország hivatalos pénzneme (1 font (pound) = 4 korona (crown) = 10 florin = 20 shilling = 240 penny), ekkor vezették be a decimális rendszer jegyében az új-zélandi dollárt, mely 100 centtel, illetve fél régi fonttal lett egyenértékű.

## Érmék
1967-ben bronz 1 és 2 centest, valamint kupronikkel 5, 10, 20 és 50 centest és 1 dollárost bocsátottak ki. az 5,10 és 20 centes mérete a korábbi 6 pennys, 1 shillinges és 1 florinos érmékének felelt meg, 1970-ig a 10 centesen az "One Shilling" felirat is szerepelt. Mindig a Nagy-Britanniában szokásos uralkodói portrékat használják, 1967 és 1985 között Arnold Machin, 1986-tól a Rafael Maklouf által tervezett II. Erzsébet képmás szerepelt az érméken, a legújabb, a máig alkalmazott Ian Rank-Broadley féle 1999-ben jelent meg. Az 1 és 2 centes érmék verését 1987-ben beszüntették, 1990-ben pedig a forgalomból is kivonták őket. 1991-ben az 1 és 2 dolláros bankjegyeket érmékre cserélték.
2006. július 31-én könnyebb és kisebb 10, 20 és 50 centest hoztak forgalomba változatlan motívumokkal, az 5 centeseket és a korábbi nagyméretű érméket 2006. október 31-én bevonták.
| Kép | Érték   | Átmérő   | súly   | szegély       | minta                                                                               | kibocsátása |
| --- | ------- | -------- | ------ | ------------- | ----------------------------------------------------------------------------------- | ----------- |
|     | 10 cent | 20,50 mm | 3,30 g | sima          | Előoldal: II. Erzsébet királynő, hátoldal: Māori koruru, faragott fej.              | 2006        |
|     | 20 cent | 21,75 mm | 4,00 g | spanyol virág | Előoldal: II. Erzsébet királynő, hátoldal: Pukaki maori vezető faragása: iwi        | 2006        |
|     | 50 cent | 24,75 mm | 5,00 g | sima          | Előoldal: II. Erzsébet királynő, hátoldal: James Cook HM Bark Endeavour nevű hajója | 2006        |
|     | $1      | 23 mm    | 8 g    | sima          | Előoldal: II. Erzsébet királynő, hátoldal: Kiwi és ezüstpáfrány.                    | 1990        |
|     | $2      | 26,5 mm  | 10 g   | recés         | Előoldal: II. Erzsébet királynő, hátoldal: Kotuku (kócsag)                          | 1990        |

## Bankjegyek
Az új-zélandi dollár bankjegyei

Bankjegyekből Új-Zélandon az 1967-es, az 1981-es, az 1992-es, az 1999-es polimer és a 2015-ös sorozatok léteznek. 1992-ig minden címleten II. Erzsébet királynő portréja szerepelt fő motívumként. Emlékbankjegyek kibocsátására 1990-ben (10 dolláros, a Waitingi-szerződés 150. évfordulója alkalmából), 1996-ban (20 dolláros, II. Erzsébet 70. születésnapjára) és 2000-ben (10 dolláros, a millennium alkalmából) került sor.

### A 2015-ös sorozat
Jelenleg a 2015-től bevezetett második polimer bankjegysorozat van forgalomban. A címletek tematikája nem változott az 1992-es és 1999-es sorozatokhoz képest, maradt II. Erzsébet királynő és a híres új-zélandiak portréja az előoldalon, valamint a madarak a hátoldalon, ugyanakkor a bankjegyeket teljesen áttervezték, kinézetükben megújultak. A szériát a kanadai Canadian Bank Note Company nyomtatja, az eddig biztonsági elemeken kívül színváltó SPARK-ábrával és hologrammal is el vannak látva. Elsőkként az 5 és a 10 dolláros került forgalomba 2015 szeptemberétől, a többi címlet kibocsátása pedig 2016 áprilisától vette kezdetét.